# Ryghnuten
Der Ryghnuten (norwegisch) ist ein 2630 m hoher Berg in der Heimefrontfjella des ostantarktischen Königin-Maud-Lands. Im südlichen Abschnitt der Sivorgfjella ragt er an der Südflanke des Bonnevie-Svendsenbreen auf.
Wissenschaftler des Norwegischen Polarinstituts benannten ihn 1967. Namensgeber ist der norwegische Bauingenieur Herlov Rygh (1902–1964), ein Anführer der Widerstandsbewegung gegen die deutsche Besatzung Norwegens im Zweiten Weltkrieg und Herausgeber der Widerstandszeitung London nytt.